# Десанка Мильовска
Десанка Мирич-Мильовска (на македонска литературна норма: Десанка Мириќ-Миљовска) е югославска комунистка, политик, професор по социология.

## Биография
Родена е на 23 май 1918 г. в Призрен. Средното си образование и учителска школа завършва в Белград. На 5 ноември 1941 г. влиза в състава на Местния комитет на ЮКП за Битоля. В местния комитет тя е отговорна за СКМЮ и Антифашисткия фронт на жените. Пак през ноември Мильовска става секретар на Местния комитет на СКМЮ. През зимата на 1941 срещу 1942 г. в Битоля се създават районни партийни комитети, а Мильовска е определена за секретар на трети районен комитет. По-късно става член на Окръжния комитет на ЮКП на мястото на Люпчо Арсов. През 1944 г. Мильовска заедно с Ацо Шопов са сред редакторите на вестник „Огин“.. През 1973 година при създаването на катедрата по социология към Скопския университет тя е сред първите и трима членове.
През 1937 г. се записва да учи педагогика във Философския факултет в Скопие, но завършва през 1948 г. в Белградския университет. През 1962 г. защитава докторат на тема „Класовите сили на национално-революционното движение на македонския народ през втората половина на 19 век“. Между 29 декември 1971 и 8 май 1974 г. е републикански секретар за култура с ранг на министър на Социалистическа република Македония. Има около 50 научни труда в областта на социологията и историята на Македония. Умира на 13 септември 2013 г. в Скопие. Съпруга е на партизанина, а по-късно югославски политик Кирил Мильовски.